# Caractère (théâtre)
Pour les articles homonymes, voir Caractère.
Au théâtre, on appelle caractère l'ensemble des traits physiques, psychologiques et sociaux d'un personnage. Ainsi la caractérisation est l'ensemble des attributs (apparence, costumes, etc.) et des comportements (actions, gestes, etc.) qu'un dramaturge donne à un personnage de théâtre pour le rendre vivant, crédible.

## Histoire
Les caractères constituent, selon Aristote, un des six éléments de la tragédie, avec le chant, l'élocution, la fable, la pensée et le Spectacle.
D'après Chamfort, le caractère est « l'inclination ou la passion dominante qui éclate dans toutes les démarches et les discours de ces personnages, qui est le principe et le premier mobile de toutes leurs actions » : l'ambition dans César, la jalousie dans Hermione, la vengeance dans Atrée, la probité dans Burrhus.
Aux XVIIIe et XIXe siècles, on nommait caractères la classe des rôles qui entraient dans l'emploi des duègnes : on parlait de « duègnes comiques » et de « duègnes de tenue ».